# Antonio Caggiano
Antonio Caggiano (sinh 30/01/1889 Coronda, Argentina - 23/10/1979 Buenos Aires) là tổng giám mục và là hồng y của Giáo hội Công giáo La Mã ở Argentina. Ông đóng vai trò quan trọng trong việc giúp các tội phạm chiến tranh và thành viên  Đức Quốc xã  cộm cán khác theo con đường chuột trốn chạy khỏi Châu Âu vào cuối Thế chiến II đến Nam Mỹ.

## Sự nghiệp
Antonio Caggiano đã được đào tạo về triết học và thần học tại chủng viện Santa Fe, Argentina, và trở thành linh mục ở đó vào năm 1908 ở tuổi 23. Từ năm 1913 đến 1931 ông dạy tại chủng viện. Sau đó ông tới Roma nghiên cứu về tổ chức của Azione Cattolica.
Caggiano được bổ nhiệm làm giám mục đầu tiên của Giáo phận Rosario mới được lập lên vào ngày 13 tháng 9 năm 1934, và được thánh hiến vào ngày 14 tháng 3 năm 1935. Giáo hoàng Pius XII đã phong ngài lên Hồng y vào ngày 18 tháng 2 năm 1946.
Ông qua đời năm 1979, ở tuổi 90, và được chôn cất tại Nhà thờ lớn thủ đô Buenos Aires.

## Quan điểm
Ngày 23 tháng 12 năm 1960, ông Antonio Caggiano nói trên tờ báo La Razón của Argentina về các sự kiện của phiên tòa xét xử Adolf Eichmann, tội phạm Đức Quốc xã trong vụ tiêu diệt người Do Thái, đã trốn sang Argentina và bị Mossad bắt tháng 5 năm 1960 dưới danh tính giả: "Ông ta ở quê nhà đến để tìm kiếm sự tha thứ và quên đi. Không quan trọng tên của ông ta là gì, Ricardo Klement hay Adolf Eichmann, Kitô giáo của chúng tôi là tha thứ cho anh ta vì những gì anh ta đã làm."